# Reflector de Bragg distribuït

Simulació resolta en el temps d'un pols reflectint des d'un mirall de Bragg.

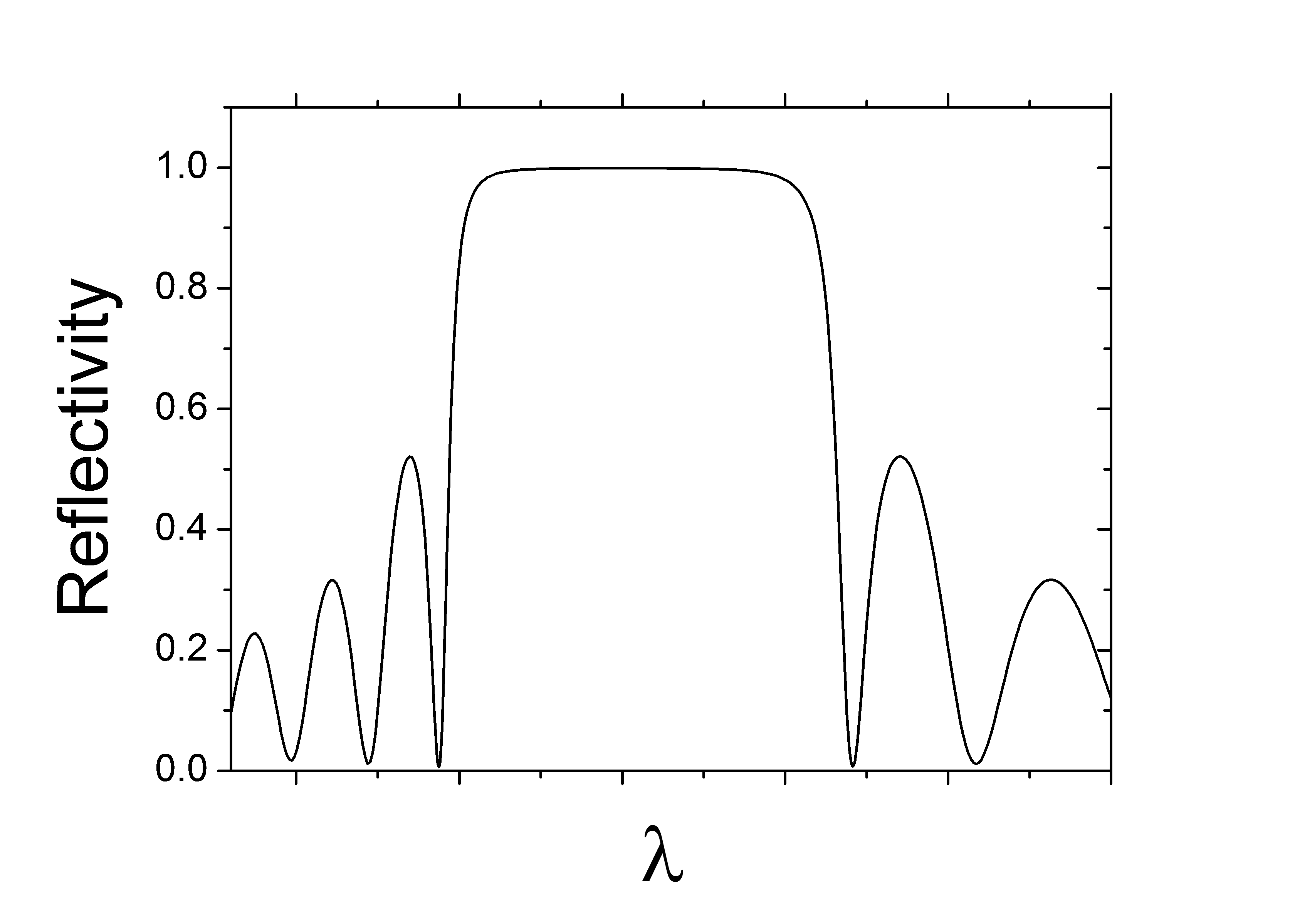
Reflexivitat calculada d'una estructura DBR esquemàtica.

Un reflector de Bragg distribuït (amb acrònim anglès DBR) és un reflector utilitzat en guies d'ones, com les fibres òptiques. És una estructura formada per múltiples capes de materials alterns amb un índex de refracció variable, o per variació periòdica d'alguna característica (com l'alçada) d'una guia d'ones dielèctrica, donant lloc a una variació periòdica de l'índex de refracció efectiu de la guia. Cada límit de capa provoca una reflexió parcial d'una ona òptica. Per a ones la longitud d'ona al buit de les quals és propera a quatre vegades el gruix òptic de les capes, les nombroses reflexions es combinen amb interferències constructives i les capes actuen com un reflector d'alta qualitat. El rang de longituds d'ona que es reflecteixen s'anomena banda d'aturada fotònica. Dins d'aquest rang de longituds d'ona, la llum està "prohibida" de propagar-se a l'estructura.
La reflectivitat del DBR, {\displaystyle R}, perquè la intensitat ve donada aproximadament per
{\displaystyle R=\left[{\frac {n_{o}(n_{2})^{2N}-n_{s}(n_{1})^{2N}}{n_{o}(n_{2})^{2N}+n_{s}(n_{1})^{2N}}}\right]^{2},}
on {\displaystyle n_{o},\ n_{1},\ n_{2}} i {\displaystyle n_{s}\,} són els respectius índexs de refracció del medi d'origen, els dos materials alterns i el medi final (és a dir, suport o substrat); i {\displaystyle N} és el nombre de parells repetits de material d'índex de refracció baix/alt. Aquesta fórmula suposa que tots els parells repetits tenen un gruix d'un quart d'ona (és a dir {\displaystyle nd=\lambda /4}, on {\displaystyle n} és l'índex de refracció de la capa, {\displaystyle d} és el gruix de la capa, i {\displaystyle \lambda } és la longitud d'ona de la llum).
Ample de banda de freqüència {\displaystyle \Delta f_{0}} de la banda d'aturada fotònica es pot calcular per
{\displaystyle {\frac {\Delta f_{0}}{f_{0}}}={\frac {4}{\pi }}\arcsin \left({\frac {n_{2}-n_{1}}{n_{2}+n_{1}}}\right),}
on {\displaystyle f_{o}} és la freqüència central de la banda. Aquesta configuració dona la proporció més gran possible {\displaystyle {\frac {\Delta f_{0}}{f_{0}}}} que es pot aconseguir amb aquests dos valors de l'índex de refracció.